# Wikariat apostolski Gambella
Wikariat apostolski Gambella (łac. Vicariatus Apostolicus Gambellensis; amh. የጋምቤል ሐዋርያዊ ተለዋዋጭ) – jeden z 8 wikariatów obrządku łacińskiego w Kościele katolickim w Etiopii. Erygowany 16 listopada 2000 przez Jana Pawła II jako prefektura apostolska, a podniesiony 5 grudnia 2009 przez Benedykta XVI do rangi wikariatu apostolskiego. Podlega bezpośrednio (do) Stolicy Apostolskiej.

## Wikariusze apostolscy
- 2010–2020: bp Angelo Moreschi SDB
  - prefekt (2001–2009)
- od 2020: bp Roberto Bergamaschi SDB